# Oratorio di San Giovanni della Malva
Oratorio di San Giovanni della Malva, även benämnt Santissimo Sacramento in San Giovanni della Malva, var ett oratorium i Rom, helgat åt de heliga Johannes Döparen och aposteln Johannes. Oratoriet tillhörde kyrkan San Giovanni della Malva och var beläget vid Piazza di San Giovanni della Malva i Rione Trastevere.

## Historia
Församlingen San Giovanni della Malva hade i början av 1700-talet ett eget eukaristiskt brödraskap, kallat Confraternita del Santissimo Sacramento dei Santi Giovanni Battista e Giovanni Evangelista della Malva a Trastevere. Man lät för detta brödraskap uppföra ett oratorium vid den piazza (torg) där församlingskyrkan är belägen. Oratoriet hade en rektangulär grundplan och ett presbyterium avskilt av en triumfbåge.
Kort efter år 1870 exproprierades oratoriet av italienska staten och har sedan dess byggts om till restaurang.

## Namn
Det finns flera teorier rörande betydelsen av tillnamnet ”malva”. Enligt en uppfattning syftar det på de malvaväxter som förekom vid oratoriet. Enligt en annan teori är ordet en förvrängning av ”mica” eller ”michetta”, ett litet bröd med ett guldkors som brukade delas ut åt de fattiga på aposteln Johannes festdag den 27 december. En tredje teori gör gällande, att ”malva” åsyftar mica aurea, Janiculums gyllene sand.